# Olympische Sommerspiele 1996/Schwimmen
Bei den Olympischen Sommerspielen 1996 in der US-amerikanischen Metropole Atlanta wurden im Schwimmen insgesamt 32 Wettbewerbe ausgetragen, je 16 für Frauen und für Männer. Austragungsort war das Georgia Tech Aquatic Centre.

## Bilanz

### Medaillenspiegel
| Platz | Land               | Gold | Silber | Bronze | Gesamt |
| ----- | ------------------ | ---- | ------ | ------ | ------ |
| 1     | Vereinigte Staaten | 13   | 11     | 2      | 26     |
| 2     | Russland           | 4    | 2      | 2      | 8      |
| 3     | Ungarn             | 3    | 2      | 1      | 6      |
| 4     | Irland             | 3    | –      | 1      | 4      |
| 5     | Australien         | 2    | 4      | 6      | 12     |
| 6     | Südafrika          | 2    | –      | 1      | 3      |
| 7     | Neuseeland         | 2    | –      | –      | 2      |
| 8     | China              | 1    | 3      | 2      | 6      |
| 9     | Belgien            | 1    | –      | –      | 1      |
| 9     | Costa Rica         | 1    | –      | –      | 1      |
| 11    | Deutschland        | –    | 5      | 7      | 12     |
| 12    | Brasilien          | –    | 1      | 2      | 3      |
| 12    | Kanada             | –    | 1      | 2      | 3      |
| 14    | Großbritannien     | –    | 1      | 1      | 2      |
| 14    | Kuba               | –    | 1      | 1      | 2      |
| 16    | Finnland           | –    | 1      | –      | 1      |
| 16    | Schweden           | –    | 1      | –      | 1      |
| 18    | Niederlande        | –    | –      | 2      | 2      |
| 19    | Italien            | –    | –      | 1      | 1      |

## Männer

### 50 m Freistil
| Platz | Land | Athlet            | Zeit    |
| ----- | ---- | ----------------- | ------- |
| 1     | RUS  | Alexander Popow   | 22,12 s |
| 2     | USA  | Gary Hall junior  | 22,26 s |
| 3     | BRA  | Fernando Scherer  | 22,29 s |
| 4     | CHN  | Jiang Chengji     | 22,33 s |
| 5     | RSA  | Brendon Dedekind  | 22,59 s |
| 6     | USA  | David Fox         | 22,68 s |
| 7     | VEN  | Francisco Sánchez | 22,72 s |
| 8     | PUR  | Ricardo Busquets  | 22,73 s |

Finale am 25. Juli

### 100 m Freistil
| Platz | Land | Athlet                    | Zeit    |
| ----- | ---- | ------------------------- | ------- |
| 1     | RUS  | Alexander Popow           | 48,74 s |
| 2     | USA  | Gary Hall junior          | 48,81 s |
| 3     | BRA  | Gustavo Borges            | 49,02 s |
| 4     | NED  | Pieter van den Hoogenband | 49,13 s |
| 5     | BRA  | Fernando Scherer          | 49,57 s |
| 6     | UKR  | Pawlo Chnykin             | 49,65 s |
| 7     | PUR  | Ricardo Busquets          | 49,68 s |
| 8     | VEN  | Francisco Sánchez         | 49,84 s |

Finale am 22. Juli

### 200 m Freistil
| Platz | Land | Athlet                    | Zeit        |
| ----- | ---- | ------------------------- | ----------- |
| 1     | NZL  | Danyon Loader             | 1:47,63 min |
| 2     | BRA  | Gustavo Borges            | 1:48,08 min |
| 3     | AUS  | Daniel Kowalski           | 1:48,25 min |
| 4     | NED  | Pieter van den Hoogenband | 1:48,36 min |
| 5     | SWE  | Anders Holmertz           | 1:48,42 min |
| 6     | ITA  | Massimiliano Rosolino     | 1:48,50 min |
| 7     | USA  | Josh Davis                | 1:48,54 min |
| 8     | GBR  | Paul Palmer               | 1:49,39 min |

Finale am 20. Juli

### 400 m Freistil
| Platz | Land | Athlet                | Zeit        |
| ----- | ---- | --------------------- | ----------- |
| 1     | NZL  | Danyon Loader         | 3:47,97 min |
| 2     | GBR  | Paul Palmer           | 3:49,00 min |
| 3     | AUS  | Daniel Kowalski       | 3:49,39 min |
| 4     | ITA  | Emiliano Brembilla    | 3:49,87 min |
| 5     | SWE  | Anders Holmertz       | 3:50,68 min |
| 6     | ITA  | Massimiliano Rosolino | 3:51,04 min |
| 7     | GER  | Jörg Hoffmann         | 3:52,15 min |
| 8     | DEN  | Jacob Carstensen      | 3:54,45 min |

Finale am 23. Juli

### 1500 m Freistil
| Platz | Land | Athlet             | Zeit         |
| ----- | ---- | ------------------ | ------------ |
| 1     | AUS  | Kieren Perkins     | 14:56,40 min |
| 2     | AUS  | Daniel Kowalski    | 15:02,43 min |
| 3     | GBR  | Graeme Smith       | 15:02,48 min |
| 4     | ITA  | Emiliano Brembilla | 15:08,58 min |
| 5     | RSA  | Ryk Neethling      | 15:14,63 min |
| 6     | JPN  | Masato Hirano      | 15:17,28 min |
| 7     | GER  | Jörg Hoffmann      | 15:18,86 min |
| 8     | RUS  | Alexei Akatjew     | 15:21,68 min |

Finale am 26. Juli

### 100 m Rücken
| Platz | Land | Athlet              | Zeit    |
| ----- | ---- | ------------------- | ------- |
| 1     | USA  | Jeff Rouse          | 54,10 s |
| 2     | CUB  | Rodolfo Falcón      | 54,98 s |
| 3     | CUB  | Neisser Bent        | 55,02 s |
| 4     | ESP  | Martín López-Zubero | 55,22 s |
| 5     | USA  | Tripp Schwenk       | 55,30 s |
| 6     | ITA  | Emanuele Merisi     | 55,53 s |
| 7     | GER  | Ralf Braun          | 55,56 s |
| 8     | FRA  | Franck Schott       | 55,76 s |

Finale am 23. Juli

### 200 m Rücken
| Platz | Land | Athlet              | Zeit        |
| ----- | ---- | ------------------- | ----------- |
| 1     | USA  | Brad Bridgewater    | 1:58,54 min |
| 2     | USA  | Tripp Schwenk       | 1:58,99 min |
| 3     | ITA  | Emanuele Merisi     | 1:59,18 min |
| 4     | POL  | Bartosz Sikora      | 2:00,05 min |
| 5     | JPN  | Hajime Itoi         | 2:00,10 min |
| 6     | ESP  | Martín López-Zubero | 2:00,74 min |
| 7     | ITA  | Mirko Mazzari       | 2:01,27 min |
| 8     | CUB  | Rodolfo Falcón      | 2:08,14 min |

Finale am 26. Juli

### 100 m Brust
| Platz | Land | Athlet                 | Zeit        |
| ----- | ---- | ---------------------- | ----------- |
| 1     | BEL  | Frederik Deburghgraeve | 1:00,65 min |
| 2     | USA  | Jeremy Linn            | 1:00,77 min |
| 3     | GER  | Mark Warnecke          | 1:01,33 min |
| 4     | HUN  | Károly Güttler         | 1:01,49 min |
| 5     | AUS  | Philip Rogers          | 1:01,64 min |
| 6     | USA  | Kurt Grote             | 1:01,69 min |
| 7     | CHN  | Zeng Qiliang           | 1:02,01 min |
| 8     | RUS  | Stanislaw Lopuchow     | 1:02,13 min |

Finale am 20. Juli

### 200 m Brust
| Platz | Land | Athlet          | Zeit        |
| ----- | ---- | --------------- | ----------- |
| 1     | HUN  | Norbert Rózsa   | 2:12,57 min |
| 2     | HUN  | Károly Güttler  | 2:13,03 min |
| 3     | RUS  | Andrei Kornejew | 2:13,17 min |
| 4     | GBR  | Nick Gillingham | 2:14,37 min |
| 5     | AUS  | Philip Rogers   | 2:14,79 min |
| 6     | POL  | Marek Krawczyk  | 2:14,84 min |
| 7     | USA  | Eric Wunderlich | 2:15,69 min |
| 8     | USA  | Kurt Grote      | 2:16,05 min |

Finale am 24. Juli

### 100 m Schmetterling
| Platz | Land | Athlet            | Zeit       |
| ----- | ---- | ----------------- | ---------- |
| 1     | RUS  | Denis Pankratow   | 52,27 s WR |
| 2     | AUS  | Scott Miller      | 52,53 s    |
| 3     | RUS  | Wladislaw Kulikow | 53,13 s    |
| 4     | CHN  | Jiang Chengji     | 53,20 s    |
| 5     | POL  | Rafał Szukała     | 53,29 s    |
| 6     | AUS  | Michael Klim      | 53,30 s    |
| 7     | CAN  | Stephen Clarke    | 53,33 s    |
| 8     | UKR  | Pawlo Chnykin     | 53,58 s    |

Finale am 24. Juli

### 200 m Schmetterling
| Platz | Land | Athlet          | Zeit        |
| ----- | ---- | --------------- | ----------- |
| 1     | RUS  | Denis Pankratow | 1:56,51 min |
| 2     | USA  | Tom Malchow     | 1:57,44 min |
| 3     | AUS  | Scott Goodman   | 1:57,48 min |
| 4     | FRA  | Franck Esposito | 1:58,10 min |
| 5     | AUS  | Scott Miller    | 1:58,28 min |
| 6     | UKR  | Denys Sylantjew | 1:58,37 min |
| 7     | GBR  | James Hickman   | 1:58,47 min |
| 8     | HUN  | Péter Horváth   | 1:59,12 min |

Finale am 22. Juli

### 200 m Lagen
| Platz | Land | Athlet          | Zeit             |
| ----- | ---- | --------------- | ---------------- |
| 1     | HUN  | Attila Czene    | 1:59,91 min      |
| 2     | FIN  | Jani Sievinen   | 2:00,13 min (OR) |
| 3     | CAN  | Curtis Myden    | 2:01,13 min      |
| 4     | NED  | Marcel Wouda    | 2:01,45 min      |
| 5     | AUS  | Matthew Dunn    | 2:01,57 min      |
| 6     | USA  | Greg Burgess    | 2:02,56 min      |
| 7     | USA  | Tom Dolan       | 2:03,89 min      |
| 8     | FRA  | Xavier Marchand | 2:04,29 min      |

Finale am 25. Juli

### 400 m Lagen
| Platz | Land | Athlet           | Zeit        |
| ----- | ---- | ---------------- | ----------- |
| 1     | USA  | Tom Dolan        | 4:14,90 min |
| 2     | USA  | Eric Namesnik    | 4:15,25 min |
| 3     | CAN  | Curtis Myden     | 4:16,28 min |
| 4     | AUS  | Matthew Dunn     | 4:16,66 min |
| 5     | NED  | Marcel Wouda     | 4:17,71 min |
| 6     | ITA  | Luca Sacchi      | 4:18,31 min |
| 7     | POL  | Marcin Maliński  | 4:20,50 min |
| 8     | MDA  | Serghei Mariniuc | 4:21,15 min |

Finale am 21. Juli

### 4 × 100 m Freistil
| Platz | Land | Athleten                                                             | Zeit           |
| ----- | ---- | -------------------------------------------------------------------- | -------------- |
| 1     | USA  | Jon Olsen Josh Davis Brad Schumacher Gary Hall junior                | 3:15,41 min OR |
| 2     | RUS  | Roman Jegorow Alexander Popow Wladimir Predkin Wladimir Pyschnenko   | 3:17,06 min    |
| 3     | GER  | Christian Tröger Bengt Zikarsky Björn Zikarsky Mark Pinger           | 3:17,20 min    |
| 4     | BRA  | Fernando Scherer Alexandre Massura André Cordeiro Gustavo Borges     | 3:18,30 min    |
| 5     | NED  | Mark Veens Pie Geelen Martin van der Spoel Pieter van den Hoogenband | 3:19,02 min    |
| 6     | AUS  | Michael Klim Matthew Dunn Scott Logan Chris Fydler                   | 3:20,13 min    |
| 7     | SWE  | Lars Frölander Fredrik Letzler Anders Holmertz Christer Wallin       | 3:20,16 min    |
| 8     | GBR  | Nicholas Shackell Alan Rapley Mark Stevens Mike Fibbens              | 3:21,52 min    |

Finale am 23. Juli

### 4 × 200 m Freistil
| Platz | Land | Athleten                                                                        | Zeit        |
| ----- | ---- | ------------------------------------------------------------------------------- | ----------- |
| 1     | USA  | Josh Davis Joe Hudepohl Brad Schumacher Ryan Berube                             | 7:14,84 min |
| 2     | SWE  | Christer Wallin Anders Holmertz Lars Frölander Anders Lyrbring                  | 7:17,56 min |
| 3     | GER  | Aimo Heilmann Christian Keller Christian Tröger Steffen Zesner                  | 7:17,71 min |
| 4     | AUS  | Daniel Kowalski Michael Klim Malcolm Allen Matthew Dunn                         | 7:18,47 min |
| 5     | GBR  | Paul Palmer Andrew Clayton Mark Stevens James Salter                            | 7:18,74 min |
| 6     | ITA  | Massimiliano Rosolino Emanuele Idini Emanuele Merisi Piermaria Siciliano        | 7:19,92 min |
| 7     | NED  | Marcel Wouda Mark van der Zijden Martin van der Spoel Pieter van den Hoogenband | 7:21,96 min |
| 8     | FRA  | Yann de Fabrique Lionel Poirot Bruno Orsoni Christophe Bordeau                  | 7:24,85 min |

Finale am 21. Juli

### 4 × 100 m Lagen
| Platz | Land | Athleten                                                           | Zeit           |
| ----- | ---- | ------------------------------------------------------------------ | -------------- |
| 1     | USA  | Jeff Rouse Mark Henderson Gary Hall junior Jeremy Linn             | 3:34,84 min WR |
| 2     | RUS  | Wladimir Selkow Stanislaw Lopuchow Denis Pankratow Alexander Popow | 3:37,55 min    |
| 3     | AUS  | Philip Rogers Michael Klim Scott Miller Steven Dewick              | 3:39,56 min    |
| 4     | GER  | Ralf Braun Mark Warnecke Christian Keller Björn Zikarsky           | 3:39,64 min    |
| 5     | JPN  | Keitaro Konnai Akira Hayashi Takashi Yamamoto Shunsuke Ito         | 3:40,51 min    |
| 6     | HUN  | Tamás Deutsch Károly Güttler Péter Horváth Attila Czene            | 3:40,84 min    |
| 7     | POL  | Mariusz Siembida Marek Krawczyk Rafał Szukała Bartosz Kizierowski  | 3:41,94 min    |
| 8     | ISR  | Eithan Urbach Vadim Alekseyev Dan Kutler Yoav Bruck                | 3:42,90 min    |

Finale am 26. Juli

## Frauen

### 50 m Freistil
| Platz | Land | Athlet                    | Zeit    |
| ----- | ---- | ------------------------- | ------- |
| 1     | USA  | Amy Van Dyken             | 24,87 s |
| 2     | CHN  | Le Jingyi                 | 24,90 s |
| 3     | GER  | Sandra Völker             | 25,14 s |
| 4     | USA  | Angel Martino             | 25,31 s |
| 5     | BAR  | Leah Martindale           | 25,49 s |
| 6     | SWE  | Linda Olofsson            | 25,63 s |
| 7     | CHN  | Shan Ying                 | 25,70 s |
| 8     | RUS  | Natalja Meschtscherjakowa | 25,88 s |

Finale am 26. Juli

### 100 m Freistil
| Platz | Land | Athlet                | Zeit    |
| ----- | ---- | --------------------- | ------- |
| 1     | CHN  | Le Jingyi             | 54,50 s |
| 2     | GER  | Sandra Völker         | 54,88 s |
| 3     | USA  | Angel Martino         | 54,93 s |
| 4     | USA  | Amy van Dyken         | 55,11 s |
| 5     | GER  | Franziska van Almsick | 55,59 s |
| 6     | AUS  | Sarah Ryan            | 55,85 s |
| 7     | DEN  | Mette Jacobsen        | 56,01 s |
| 8     | NED  | Karin Brienesse       | 56,12 s |

Finale am 20. Juli

### 200 m Freistil
| Platz | Land | Athlet                | Zeit        |
| ----- | ---- | --------------------- | ----------- |
| 1     | CRC  | Claudia Poll          | 1:58,16 min |
| 2     | GER  | Franziska van Almsick | 1:58,57 min |
| 3     | GER  | Dagmar Hase           | 1:59,56 min |
| 4     | USA  | Trina Jackson         | 1:59,57 min |
| 5     | AUS  | Susan O’Neill         | 1:59,87 min |
| 6     | USA  | Cristina Teuscher     | 2:00,79 min |
| 7     | AUS  | Julia Greville        | 2:01,46 min |
| 8     | ROM  | Liliana Dobrescu      | 2:01,63 min |

Finale am 21. Juli

### 400 m Freistil
| Platz | Land | Athlet            | Zeit        |
| ----- | ---- | ----------------- | ----------- |
| 1     | IRL  | Michelle Smith    | 4:07,25 min |
| 2     | GER  | Dagmar Hase       | 4:08,30 min |
| 3     | NED  | Kirsten Vlieghuis | 4:08,70 min |
| 4     | GER  | Kerstin Kielgaß   | 4:09,83 min |
| 5     | CRC  | Claudia Poll      | 4:10,00 min |
| 6     | NED  | Carla Geurts      | 4:10,06 min |
| 7     | JPN  | Eri Yamanoi       | 4:11,68 min |
| 8     | USA  | Cristina Teuscher | 4:14,21 min |

Finale am 22. Juli

### 800 m Freistil
| Platz | Land | Athlet            | Zeit        |
| ----- | ---- | ----------------- | ----------- |
| 1     | USA  | Brooke Bennett    | 8:27,89 min |
| 2     | GER  | Dagmar Hase       | 8:29,91 min |
| 3     | NED  | Kirsten Vlieghuis | 8:30,84 min |
| 4     | GER  | Kerstin Kielgaß   | 8:31,06 min |
| 5     | NOR  | Irene Dalby       | 8:38,34 min |
| 6     | USA  | Janet Evans       | 8:38,91 min |
| 7     | NED  | Carla Geurts      | 8:40,43 min |
| 8     | GBR  | Sarah Hardcastle  | 8:41,75 min |

Finale am 25. Juli

### 100 m Rücken
| Platz | Land | Athlet             | Zeit        |
| ----- | ---- | ------------------ | ----------- |
| 1     | USA  | Beth Botsford      | 1:01,19 min |
| 2     | USA  | Whitney Hedgepeth  | 1:01,47 min |
| 3     | RSA  | Marianne Kriel     | 1:02,12 min |
| 4     | JPN  | Mai Nakamura       | 1:02,33 min |
| 5     | CHN  | Chen Yan           | 1:02,50 min |
| 6     | GER  | Antje Buschschulte | 1:02,52 min |
| 7     | AUS  | Nicole Stevenson   | 1:02,70 min |
| 8     | JPN  | Miki Nakao         | 1:02,78 min |

Finale am 22. Juli

### 200 m Rücken
| Platz | Land | Athlet              | Zeit        |
| ----- | ---- | ------------------- | ----------- |
| 1     | HUN  | Krisztina Egerszegi | 2:07,83 min |
| 2     | USA  | Whitney Hedgepeth   | 2:11,98 min |
| 3     | GER  | Cathleen Rund       | 2:12,06 min |
| 4     | GER  | Anke Scholz         | 2:12,90 min |
| 5     | JPN  | Miki Nakao          | 2:13,57 min |
| 6     | NZL  | Anna Simcic         | 2:14,04 min |
| 7     | ITA  | Lorenza Vigarani    | 2:14,56 min |
| 8     | RUS  | Nina Schiwanewskaja | 2:14,59 min |

Finale am 25. Juli

### 100 m Brust
| Platz | Land | Athlet              | Zeit        |
| ----- | ---- | ------------------- | ----------- |
| 1     | RSA  | Penelope Heyns      | 1:07,79 min |
| 2     | USA  | Amanda Beard        | 1:08,09 min |
| 3     | AUS  | Samantha Riley      | 1:09,18 min |
| 4     | UKR  | Switlana Bondarenko | 1:09,21 min |
| 5     | AUT  | Vera Lischka        | 1:09,24 min |
| 6     | CAN  | Guylaine Cloutier   | 1:09,40 min |
| 7     | HUN  | Ágnes Kovács        | 1:09,55 min |
| 8     | BEL  | Brigitte Becue      | 1:09,79 min |

Finale am 21. Juli

### 200 m Brust
| Platz | Land | Athlet            | Zeit           |
| ----- | ---- | ----------------- | -------------- |
| 1     | RSA  | Penelope Heyns    | 2:25,41 min OR |
| 2     | USA  | Amanda Beard      | 2:25,75 min    |
| 3     | HUN  | Ágnes Kovács      | 2:26,57 min    |
| 4     | AUS  | Samantha Riley    | 2:27,91 min    |
| 5     | JPN  | Masami Tanaka     | 2:28,05 min    |
| 6     | AUS  | Nadine Neumann    | 2:28,34 min    |
| 7     | BEL  | Brigitte Becue    | 2:28,36 min    |
| 8     | CAN  | Christin Petelski | 2:31,45 min    |

Finale am 23. Juli

### 100 m Schmetterling
| Platz | Land | Athlet         | Zeit        |
| ----- | ---- | -------------- | ----------- |
| 1     | USA  | Amy Van Dyken  | 59,13 s     |
| 2     | CHN  | Liu Limin      | 59,14 s     |
| 3     | USA  | Angel Martino  | 59,23 s     |
| 4     | JPN  | Hitomi Kashima | 1:00,11 min |
| 5     | AUS  | Susan O’Neill  | 1:00,17 min |
| 6     | JPN  | Ayari Aoyama   | 1:00,18 min |
| 7     | CHN  | Cai Huijue     | 1:00,46 min |
| 8     | DEN  | Mette Jacobsen | 1:00,76 min |

Finale am 23. Juli

### 200 m Schmetterling
| Platz | Land | Athlet         | Zeit        |
| ----- | ---- | -------------- | ----------- |
| 1     | AUS  | Susie O’Neill  | 2:07,76 min |
| 2     | AUS  | Petria Thomas  | 2:09,82 min |
| 3     | IRL  | Michelle Smith | 2:09,91 min |
| 4     | CHN  | Qu Yun         | 2:10,26 min |
| 5     | CHN  | Liu Limin      | 2:10,70 min |
| 6     | CAN  | Jessica Deglau | 2:11,40 min |
| 7     | JPN  | Mika Haruna    | 2:11,93 min |
| 8     | USA  | Trina Jackson  | 2:11,96 min |

Finale am 26. Juli

### 200 m Lagen
| Platz | Land | Athlet           | Zeit        |
| ----- | ---- | ---------------- | ----------- |
| 1     | IRL  | Michelle Smith   | 2:13,93 min |
| 2     | CAN  | Marianne Limpert | 2:14,35 min |
| 3     | CHN  | Lin Li           | 2:14,74 min |
| 4     | CAN  | Joanne Malar     | 2:15,30 min |
| 5     | AUS  | Elli Overton     | 2:16,04 min |
| 6     | USA  | Allison Wagner   | 2:16,43 min |
| 7     | NED  | Minouche Smit    | 2:16,73 min |
| 8     | SWE  | Louise Karlsson  | 2:17,25 min |

Finale am 24. Juli

### 400 m Lagen
| Platz | Land | Athlet              | Zeit        |
| ----- | ---- | ------------------- | ----------- |
| 1     | IRL  | Michelle Smith      | 4:39,18 min |
| 2     | USA  | Allison Wagner      | 4:42,03 min |
| 3     | HUN  | Krisztina Egerszegi | 4:42,53 min |
| 4     | GER  | Sabine Herbst       | 4:43,78 min |
| 5     | AUS  | Emma Johnson        | 4:44,02 min |
| 6     | ROM  | Beatrice Coadă      | 4:44,91 min |
| 7     | ESP  | Lourdes Becerra     | 4:45,17 min |
| 8     | USA  | Whitney Metzler     | 4:46,20 min |

Finale am 20. Juli

### 4 × 100 m Freistil
| Platz | Land | Athleten                                                                        | Zeit           |
| ----- | ---- | ------------------------------------------------------------------------------- | -------------- |
| 1     | USA  | Angel Martino Amy Van Dyken Catherine Fox Jenny Thompson                        | 3:39,29 min OR |
| 2     | CHN  | Le Jingyi Chao Na Nian Yun Shan Ying                                            | 3:40,48 min    |
| 3     | GER  | Sandra Völker Simone Osygus Antje Buschschulte Franziska van Almsick            | 3:41,48 min    |
| 4     | NED  | Marianne Muis Minouche Smit Willemina van Hofwegen Karin Brienesse              | 3:42,40 min    |
| 5     | SWE  | Linda Olofsson Louise Jöhncke Louise Karlsson Johanna Sjöberg                   | 3:44,91 min    |
| 6     | AUS  | Sarah Ryan Julia Greville Lise Mackie Susan O’Neill                             | 3:45,31 min    |
| 7     | CAN  | Shannon Shakespeare Julie Howard Andrea Moody Marianne Limpert                  | 3:46,27 min    |
|       | RUS  | Jelena Nasemnowa Swetlana Leschukowa Natalja Meschtscherjakowa Natalja Sorokina | DSQ            |

Finale am 22. Juli

### 4 × 200 m Freistil
| Platz | Land | Athleten                                                            | Zeit           |
| ----- | ---- | ------------------------------------------------------------------- | -------------- |
| 1     | USA  | Trina Jackson Cristina Teuscher Sheila Taormina Jenny Thompson      | 7:59,87 min OR |
| 2     | GER  | Franziska van Almsick Kerstin Kielgaß Anke Scholz Dagmar Hase       | 8:01,55 min    |
| 3     | AUS  | Julia Greville Nicole Stevenson Emma Johnson Susie O’Neill          | 8:05,47 min    |
| 4     | JPN  | Eri Yamanoi Naoko Imoto Aiko Miyake Suzu Chiba                      | 8:07,46 min    |
| 5     | CAN  | Marianne Limpert Shannon Shakespeare Andrea Schwartz Jessica Deglau | 8:08,16 min    |
| 6     | NED  | Carla Geurts Patricia Stokkers Minouche Smit Kirsten Vlieghuis      | 8:08,48 min    |
| 7     | ROM  | Liliana Dobrescu Loredana Zisu Ioana Diaconescu Carla Negrea        | 8:10,02 min    |
| 8     | CHN  | Nian Yun Wang Luna Chen Yan Shan Ying                               | 8:15,38 min    |

Finale am 25. Juli

### 4 × 100 m Lagen
| Platz | Land | Athleten                                                                       | Zeit        |
| ----- | ---- | ------------------------------------------------------------------------------ | ----------- |
| 1     | USA  | Beth Botsford Amanda Beard Angel Martino Amy Van Dyken                         | 4:02,88 min |
| 2     | AUS  | Nicole Stevenson Samantha Riley Susie O’Neill Sarah Ryan                       | 4:05,08 min |
| 3     | CHN  | Chen Yan Han Xue Cai Huijue Shan Ying                                          | 4:07,34 min |
| 4     | RSA  | Marianne Kriel Penelope Heyns Mandy Loots Helene Muller                        | 4:08,16 min |
| 5     | CAN  | Julie Howard Guylaine Cloutier Sarah Evanetz Shannon Shakespeare               | 4:08,29 min |
| 6     | GER  | Antje Buschschulte Kathrin Dumitru Franziska van Almsick Sandra Völker         | 4:09,22 min |
| 7     | RUS  | Nina Schiwanewskaja Jelena Makarowa Jelena Nasemnowa Natalja Meschtscherjakowa | 4:10,56 min |
| 8     | ITA  | Lorenza Vigarani Manuela Dalla Valle Ilaria Tocchini Cecilia Vianini           | 4:10,59 min |

Finale am 24. Juli